# Токарівка (Жмеринський район)
Токарі́вка — село в Україні, у Жмеринському районі Вінницької області.

## Археологічні розвідки
У районі Токарівки мегалітичні поховання XIV—XII ст. до нашої ери стали відомі в 1901 році з карти археологічних пам'яток Поділля Євфимія Сіцинського. Місце зберігання матеріалів невідоме. Біля села знаходились два кургани з похованнями культури кулястих амфор. У 1886 році один курган розкопали. Під насипом була відкрита конструкція з кам'яних плит. Усередині кам'яної скрині знайдено дві керамічні сокири, уламки посудини та рештки дерева. Другий курган розкопаний в 1889 році. Під насипом знайдена конструкція з двох кам'яних плит на ребро, прикритих третьою. В гробниці знайдено кам'яну шліфовану сокиру. Обряд поховання невідомий. Поховання мають велике значення для вивчення історії, культури, території розселення племен культури кулястих амфор.

## Історія
Село Токарівка засноване близько 1725 року токарями, що виточували млинарське каміння (жорнова). Спочатку це село було серед лісу і на березі річки Рів називали цей хутір Заозерне і сюди власники Чернятинського палацу Вітославські висилали на поселення кріпаків, які не хотіли коритись панським посіпакам, поселення було на лівому березі річки, яка в той час була широка і повноводна. Церкуву було споруджено у 1744 році на кошти токарівчан, які проживали в 33 дворах. Близько 1800 р. пани почали будувати млин і насипали греблю, якою перегородили річку зробивши таким чином дорогу на Маньківці, крім того в кінці греблі було збудовано будинок в якому товкли просо в механічних ступах і вибивали сукно з грубої шерсті з якого селяни шили свити. Механізація у млинах, на той час, була досить досконалою. На греблі зроблено деревяний шлюз, однак його змила вода. В 1861 р. збудований новий шлюз, який проіснував до 1965 р.
Пани Вітославські, мабуть, були учасниками польського повстання в 1861-1862 рр., в наслідок чого їх величезні маєтки було конфісковано і частину продано чи подаровано новим панам. Села Чернятин, Токарівка та Маньківці потрапили у володіння княгині Марії Михайлівни Львової, потім сина Олександра. Після скасування кріпаччини частину поміщицької землі було передано селянам. По опису 1865 р. було закінчено обвод і виділено землі селянам, яких по списку було 370 чоловік і проживали в 65 дворах. Частину землі 120 десятин селянам було наділено за 10 км від с. Токарівка на Південь від теперішнього села Голубівка, де був рідкий ліс і чагарники.
Наприкінці XIX ст. селом володіла поміщиця Марія Михайлівна Львова. Тут нараховувалось 153 двори і проживало 995 осіб. Діяла
православна церква, церковно-парафіяльна школа, був водяний млин.
У 1900 році в селі проживало 412 чоловіків і 409 жінок. Українці, крім землеробства, займалися ткацтвом, візництвом, працювали на сусідніх пивоварному і винокурному заводах, а також гендлярували. При селі рахувалася 691 десятина землі — власниці Марії Львової і ще при селі Маньківцях була церковної 38 десятин землі, селянської надільної — було 653 десятини.
До 1917 р. в Токарівці було 1000 десятин землі, 650 з них належало поміщикам, 300 куркулям, 50 селянам. Будинків накритих «залізом» та черепицею було 13. Селяни наймалися на роботу до економії поміщика, працювали на пивоварному заводі, який було побудовано у 1880 р., (спочатку він був цукровим заводом, а з 1893 р. його переобладнали на виготовлення пива).
Однокласна церковно-приходська школа відкрита в 1900 році. В ній навчалося 37 хлопчиків і 3 дівчинки. Токарівка належала до Межирівської волості Літинського району.
Ця будівля проіснувала до 1976 р. З 480 чоловік, письменних було 34. На той час не було медичного обслуговування, лише в Чернятині був один фельдшер.
Після Лютневої революції 1917 р.,  у польській економії було розірвано коні, воли і реманент, однак, при гетьманаті Скоропадського все було повернуто Львовим. Наприкінці листопада 1917 р. в с. Чернятин було створено Раду сільських депутатів. Першим головою було обрано Кулика Павла Омеляновича. В 1919 р. в с. Токарівку вступили війська С. Петлюри, однак були вигнані денікінцями. В 1920 р. токарівчани зазнали знущань білополяків. Впродовж 1918-1920 рр. в селі було створено загін самооборони, куди ввійшло біля 50 чоловік, керував цим загоном Кулик П.О. Остаточно Радянську владу в селі було встановлено у лютому 1920 р.
В 1922 р. утворюється комітет незаможних селян (комнезам), його очолив Христюк Михайло. При розподілі землі у деяких селян вийшло по 10-15 наділів. Тому у 1928 р. було проведено землевпорядкування і всі землі зведено в чотири поля, відведено землю під нові садиби – сьогодні цей куток села називається Цимбалівка.
В 1931 р. в Токарівці виник колгосп головою якого обрали Христюка Р.І. і назвали «Артіль імені Свердлова», головою сільської ради обрано Кулика П.О., пізніше було обрано Бабича Дениса, в тому ж році головою колгоспу було переобрано Бадюка Івана, в 1932 р. нова зміна – головою обрано двадцятипятитисячника Кирилюка. В 1932-33 рр. керував господарством Завируха, а в 1933-37 рр. Варцаба Михайло.
Голодні 30-ті не обминули і Токарівку… невеликі дослідження було зроблено старшокласниками Чернятинської СЗШ І-ІІІ ступенів Тарган Тетяною та Ставнійчук Зоєю. За дослідженими даними в голод 1932-33 рр. загинуло 59 чоловік.
Ось що розповіли жительки сіл Чернятина і Токарівки – Мацанюк Ганна Федорівна (нар. 07.06.1913 р.),  Штовба Євдокія Полікарпівна, Дякова Федора Андріївна.
Тоді, у 1933 р. на землю прийшла не небесна, а державна кара. Запамятався такий випадок – у родині жило семеро дітей, мати та батько. Першим помер батько, а потім мати на драбині повиносила всіх своїх дітей до цвинтаря, бо коней не було. Щоб вижити люди ходили до лісу і рвали з дуба листя. По-людськи ніхто людей не ховав: їх скидали до однієї ями і не закопували, а навіщо, хіба чергову жертву довго чекати? Ніде не було видно ні котів, ні собак. Розповідали, що в сусідньому селі Маньківцях мати зїла свою дочку. Вона не розуміла, що робить і лише весь час приповідала: «Так тобі буде легше…». Присадибні ділянки пустували, не було що садити, та й навіть якби садили б – біда заставила б вчинити великий гріх – вкрасти. Харчувалися люди супами, звареними за допомогою великої кількості води на 1-2 картоплин і щипочки крупи (власноруч розтертої з кількох зернин двома каменями). На жаль, точної цифри замучених голодомором встановити по с. Токарівка не вдалося.
В 1930 р. церкву було розібрано, ікони і цінні речі були вивезені, за те, щоб зняти хреста з церкви давали пуд гороху. На місці розібраної церкви побудували клуб, в якому розміщувались і бібліотека. Після війни клубом завідував Бабич Гордій, а бібліотекою – Рудоман Ніна. Новий клуб розпочали будувати 1974 р., а закінчили в 1979 р., в тій же будівлі знаходиться сільська бібліотека.
16-17 липня 1941 р. село було окуповано німецькими ворогами, за роки окупації села, окупантами вивезено 37 волів, 721 свиню, 18177 ц. зерна, загальна сума збитків дорівнювала 550 тис. карб. 521 токарівчанин боровся тоді з фашистськими загарбниками на фронтах, в партизанських загонах, в підпіллі. Під час окупації на території сіл Чернятин, Токарівка, Слобода-Чернятинська діяла підпільна група на чолі з Федоровим Олександром (схоплений і закатований фашистами). Активними учасниками партизанського руху були: Никитюк Михайло Данилович, Полумисло Олексій Георгієвич. Список жителів с. Токарівка, які були репресовані сталінським режимом:
1. Бабич Микола Мусійович – не повернувся;
2. Бабич Филимон Мусійович – не повернувся;
3. Кузевич  Яків – не повернувся;
4. Ставнійчук Михайло – не повернувся;
5. Огоцький Кузьма – повернувся живим.
За подвиги у Великій Вітчизняній війні 136 токарівчан були нагороджені орденами і медалями. 24 березня 1944 р. село було звільнено від окупантів 151 стрілецькою дивізією.
У 1958 р. була проведена електрифікація села.
У 1959 р. до Чернятинського колгоспу імені Сталіна було приєднано колгосп імені Свердлова, а з 1962 р. він отримав назву імені ХХІІ зїзду КПРС. В Токарівці було розміщено підрозділ колгоспу під назвою «Бригада №2» бригадир Рудоман А.Т., бригада зберегла універсальний напрямок розвитку: зерно-бурякове виробництво у поєднанні з молочно-мясним тваринництвом. За даними 1956 р. в колгоспі всього нараховувалося 2896 га землі, із них 2147 га орної. Багата токарівська земля на працьовитих людей, так у 1963 р. ланкова Кравчук Надія виростила по 280 ц цукрових буряків на площі 70 га, а в 1964 р. Рудоман А.Т. виростив по 300 ц буряків на площі 135 га, в 1965 р.  Танань В.Ф. зібрав по 29 ц пшениці на площі 419 га, а механізована ланка Дякона В.А. виростила 281 ц цукрових буряків на площі 130 га, за сумлінну працю Василя Артемовича нагороджено медаллю «За трудову доблесть».
У 1979 р. колгосп імені ХХІІ зїзду КПРС приєднано до Чернятинського технікуму. Після зєднання 6 місяців був директором Зрібняк Б.І. На час передачі тракторної бригади Волкотрубом О.П. тракторів було 17, комбайнів 7, сівалок 7, с/г машин 11, культиваторів 17, фуражир 1, борін 44, силосних комбайнів 2, був побудований фінський домік для механіків – розібрали, склад для горючого – розібрали, склад для запчастин -розібрали, токарний станок на сьогодні знаходиться в с. Слобода-Межирівська, на птахофермі було побудовано 3 комплекси. Рільнича бригада, яку очолював Рудоман А.Т., вирощувала цукрові буряки врожайністю 400 ц/га. Добре розвинено тваринництво, за рік на кожну фуражну корову було надоєно більше 3000 молока.
Радгосп-технікум з серпня 1981 р. очолив Малюта В.Ф. При його керівництві в Токарівці було побудовано нову школу в центрі села, приміщення для дитячого садка, двоповерховий дім для спеціалістів сільського господарства, а також дім ветеринара.
Двоповерховий будинок для механізаторів, приміщення для овець, а коли не стало овець приміщення розібрали. Старі приміщення, які були побудовані при колгоспі реконструювали, а також побудовані були три комплекси.
Його заслуги перед селянами села Токарівка дуже великі. Під час його керівництва було побудовано нові мости біля Козюри О.І., а також біля Проценюка М. був відремонтований міст, який зєднує Токарівку з Чернятином. По селі прокладена асфальтна дорога до міста Бар і до ферми. Завдяки йому всі землі в селі оброблялися, коли в сусідніх селах позаростали буряном. На утриманні ВРХ знаходилося 1500 голів, а дійних корів 510, овець 500 голів, а також кури. Худобу доїли механізовано.
У 2005 р. село газифіковано, винесено подяки Никонюку Г.І. та Ставнічук К.Б. які доклали зусиль та організували весь процес.
У 2007 р. господарство реорганізовано, Токарівку від'єднано від Чернятина і 26 вересня 2007 р. розпочато паювання токарівської землі, землі орендував СТОВ «Мир» під керівництвом Шевчука.
Пізніше, кількість орендарів збільшено – ТОВ «УКР-Терра+», ФГ Ставнічук М.О., ФГ Кулик В.С.
Нову школу в Токарівці побудовано в 1988 р. завідувала нею Бабич Ольга Федорівна, упродовж певного періоду це була філія Чернятинської СЗШ І-ІІІ ступенів. Пізніше, школу було закрито і в її приміщенні створено сільську бібліотеку та музей.
Визначальною подією для токарівчан стало відкриття в 2007 р. церкви Київського Патріархату.

## Уродженці села
- Кузьмінський Володимир Олександрович (нар. 1972 в Токарівці) — український проєктний менеджер вищої ланки, науковець і експерт у галузі соціальної політики, розвитку соціальних послуг та забезпечення прав дитини, громадський діяч, журналіст. Автор книг і посібників, кандидат економічних наук.
- Охрімовський Олександр Васильович – український фінансист, заслужений економіст України, громадський діяч, кандидат економічних наук, удостоєний почесного звання «Заслужений економіст України», а ще – співавтор з письменником Василем Васканом двох Гімнів – «Гімн держслужбовців» та «Гімн державного казначейства України» музику до яких створив народний артист України Іван Дерда.
- Мельник Василь Романович (нар. 1890) - лицар георгіївських хрестів 2, 3 та 4 ступенів, лицар георгіївських медалей 2, 3 та 4 ступенів. Військовослужбовець 12 Охтирського гусарського полку, учасник боїв Першої світової війни. Одну з медалей йому вручала сестра царя Миколи 2 - Ольга Олександрівна.
- Ставнічук Микола Олександрович (22.08.1975 — 10.08.2022) — солдат ЗСУ, учасник російсько-української війни.